# DirtiestNastiest$uicide
DirtiestNastiest$uicide – EPka amerykańskiego duetu hip-hopowego $uicideboy$ oraz rapera Germ, wydana 16 grudnia 2022 roku, nakładem G*59 Records. Album zadebiutował na 1. miejscu światowych premier w serwisie Spotify. Krążek to trzecia, ostatnia i najbardziej oczekiwana część sagi DIRTYNASTY$UICIDE. EPka jest debiutem Germa na liście Billboard 200.

## Tło
Pierwszy zwiastun albumu pojawił się na początku 2021 roku i został opublikowany na Instagramie $crima, jednego z członków duetu. 27 listopada 2022 roku duet ogłosił datę premiery, okładkę albumu i listę utworów na różnych platformach społecznościowych, w tym na Twitterze. 
Album miał się ukazać 16 grudnia 2022 roku i miał zawierać 7 utworów. Utwór otwierający, zatytułowany „SORRY FOR THE DELAY”, jest wiadomością dla fanów, w której artyści przepraszają za czas potrzebny na wydanie tego projektu, jako że zarówno poprzednie projekty; DIRTYNASTY$UICIDE, jak i DIRTIERNASTY$UICIDE wypuszczają w odstępie zaledwie roku, podczas gdy między drugą a trzecią EP jest pięcioletnia przerwa. Jedyny singel z krążka; My Swisher Sweet, But My Sig Sauer, został wydany 2 grudnia 2022 roku, 2 tygodnie przed datą premiery projektu.

## Lista utworów
| Nr                 | Tytuł utworu                         | Autorzy            | Produkcja                                  | Długość |
| ------------------ | ------------------------------------ | ------------------ | ------------------------------------------ | ------- |
| 1.                 | „Sorry for the Delay”                | $uicideboy$, Germ  | Budd Dwyer                                 | 2:53    |
| 2.                 | „BUCKHEAD”                           | $uicideboy$, Germ  | Budd Dwyer                                 | 3:04    |
| 3.                 | „I Dream of Chrome”                  | $uicideboy$, Germ  | Budd Dwyer, Dynox. Sam Bo Bachrack         | 2:26    |
| 4.                 | „Champagne Face”                     | $uicideboy$, Germ  | Budd Dwyer, Jakik, CD.mp3, SPLITMIND, KXVI | 2:21    |
| 5.                 | „The Serpent and the Rainbow”        | $uicideboy$, Germ  | Budd Dwyer                                 | 2:58    |
| 6                  | „My Swisher Sweet, But My Sig Sauer” | $uicideboy$, Germ  | Budd Dwyer                                 | 3:47    |
| 7                  | „Center Core Never More”             | $uicideboy$, Germ  | Budd Dwyer, Sam Bo Bachrack                | 2:45    |
| Całkowita długość: | Całkowita długość:                   | Całkowita długość: | Całkowita długość:                         | 20:11   |

## Pozycje na listach
| Lista (2022)                           | Pozycja |
| -------------------------------------- | ------- |
| Kanada (Billboard)                     | 94      |
| Finlandia (Suomen virallinen lista)    | 30      |
| Nowa Zelandia (RMNZ)                   | 33      |
| USA Billboard 200                      | 54      |
| USA Top R&B/Hip-Hop Albums (Billboard) | 21      |
| USA Top Rap Albums (Billboard)         | 11      |
| USA Independent Albums (Billboard)     | 6       |